# 24 Horas de Le Mans de 2000
As 24 Horas de Le Mans 2000 foi o 68º grande prêmio automobilístico das 24 Horas de Le Mans, tendo acontecido nos dias 17 e 18, 2000 em Le Mans, França no autódromo francês, Circuit de la Sarthe.

## Corrida
Depois da corrida de 1999, a maioria dos fabricantes nas categorias principais foram em direções diferentes. BMW e Toyota entraram na Fórmula Um, enquanto Mercedes-Benz deixou a categoria após o acidente das CLR, retornando para o DTM. A Nissan também saiu devido a dificuldades financeiras. Apenas Audi e Panoz permaneceram as mesmas em relação ao ano anterior, enquanto a recém-chegado Cadillac juntou-se a categoria.

## Resultados Oficiais

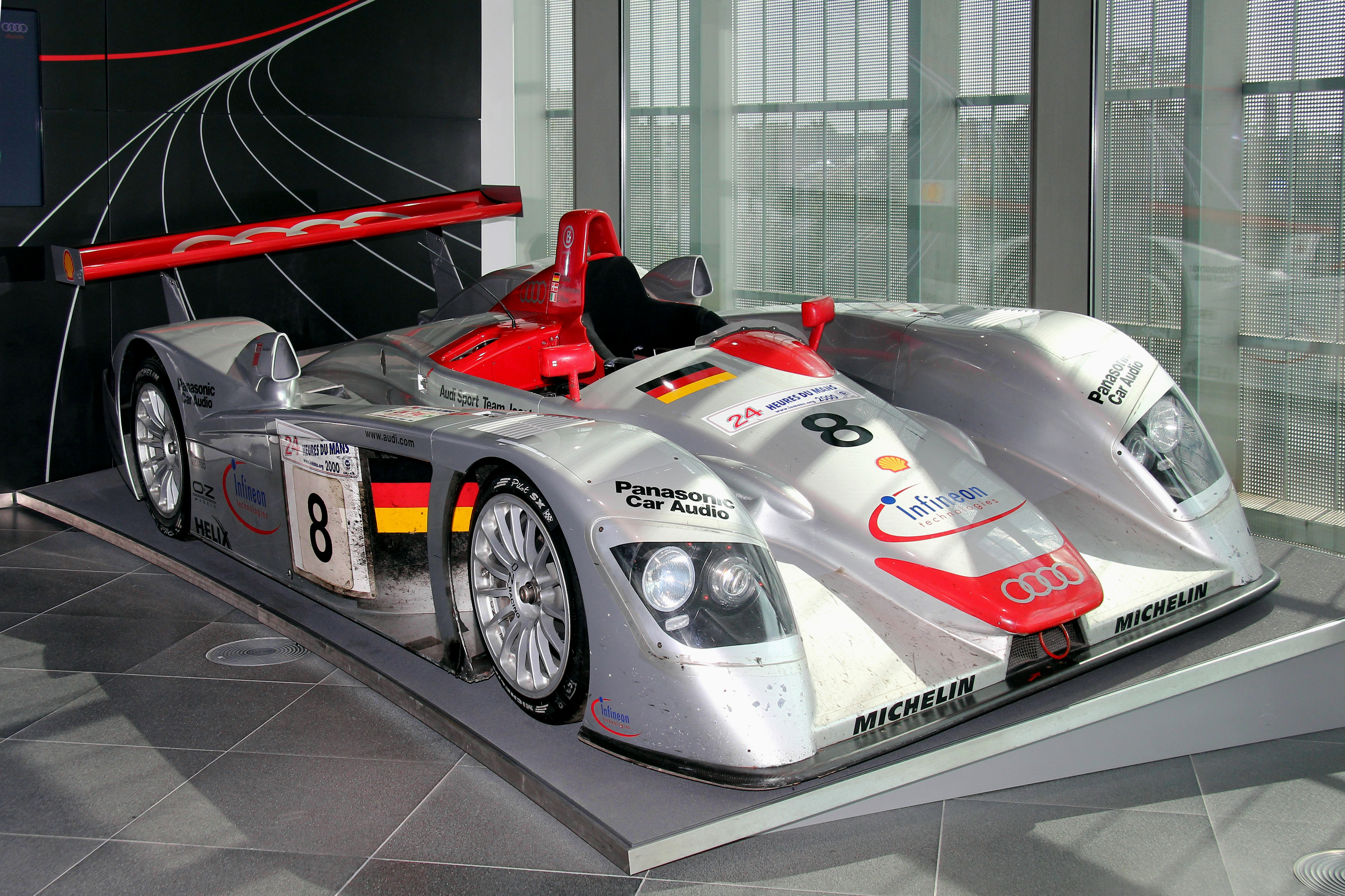
1. 8 Audi R8-00"

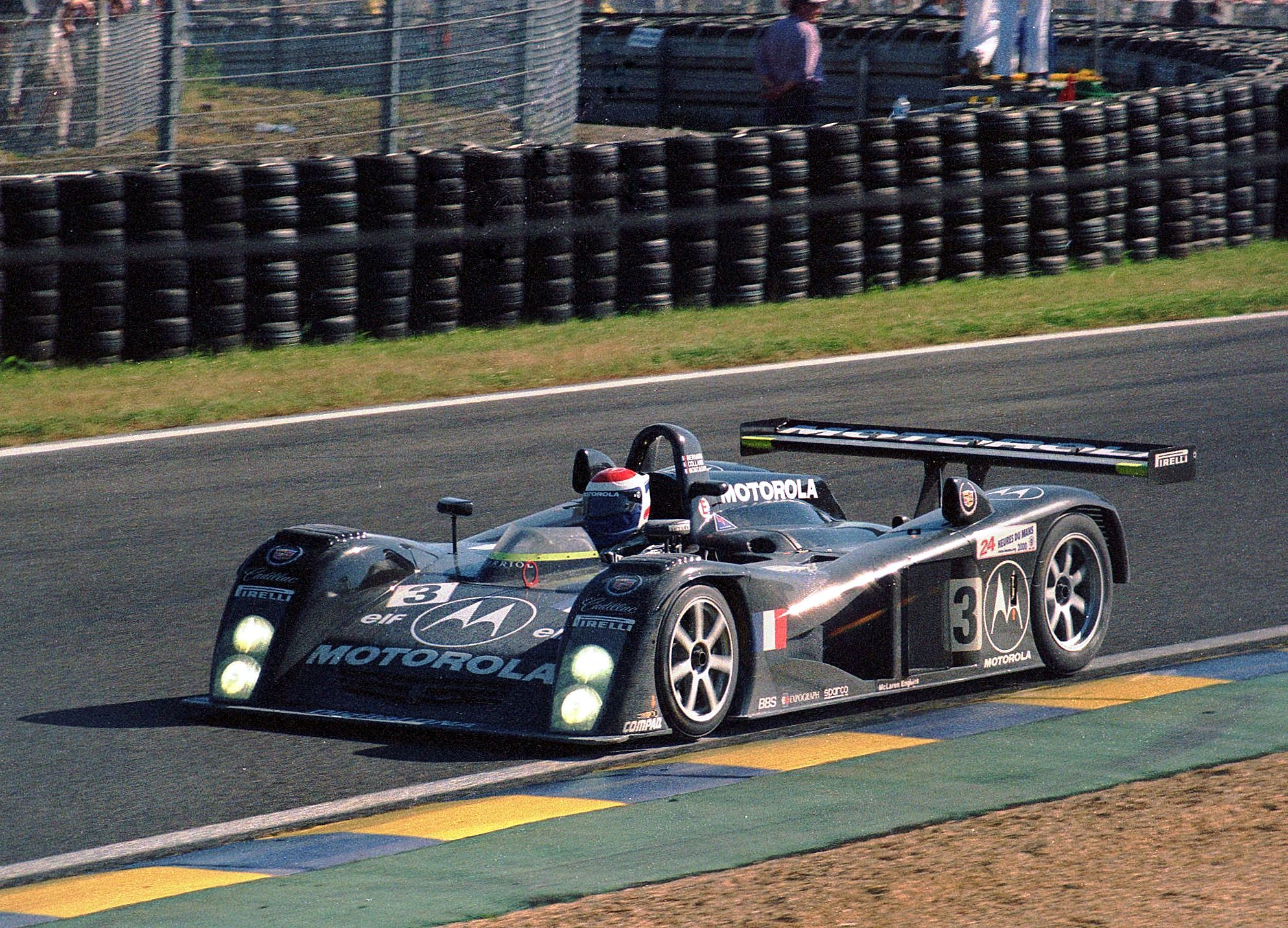
1. 3 Cadillac Northstar LMP 2000 DAMS Team

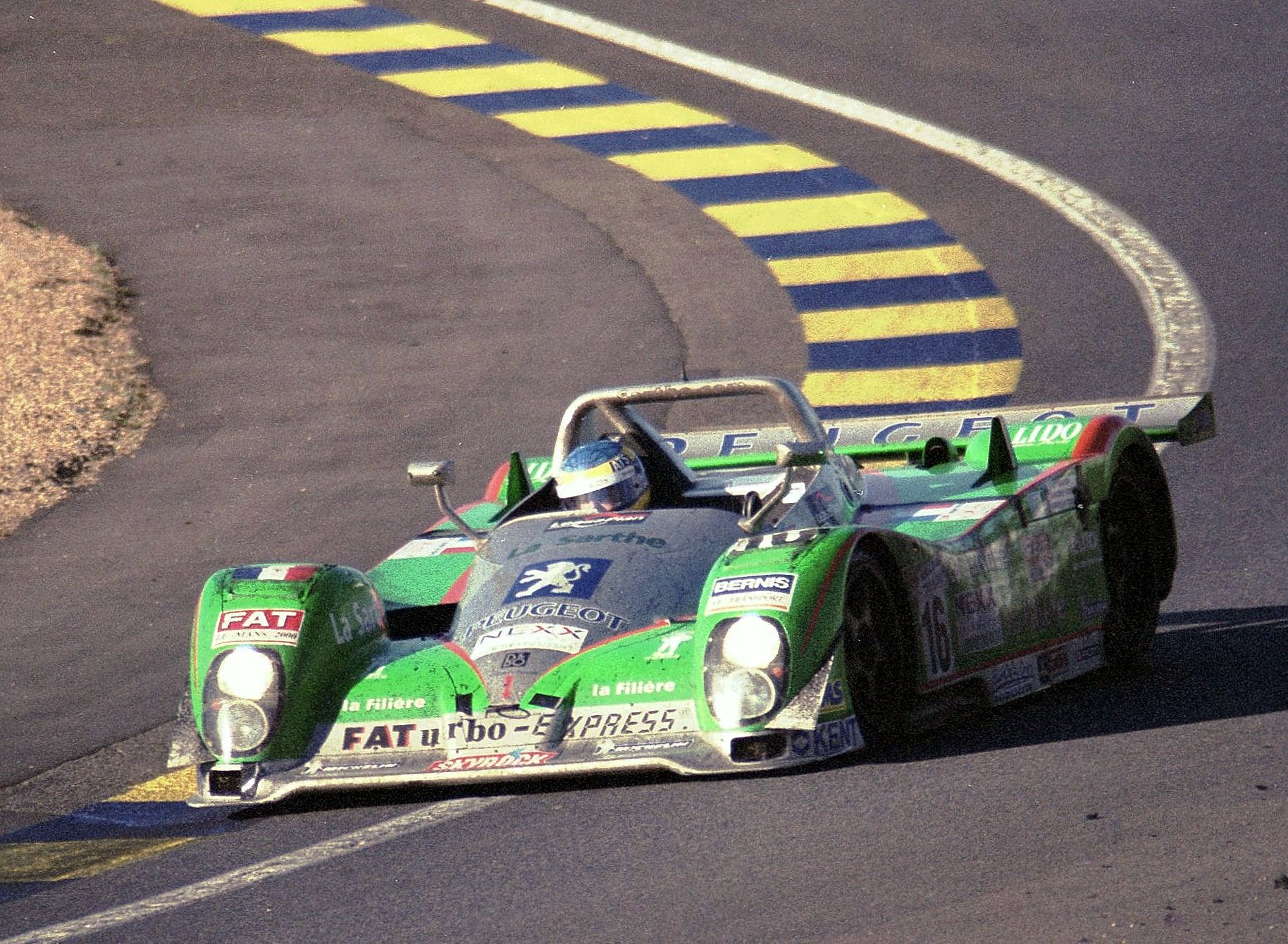
1. 16 Courage C52 Peugeot

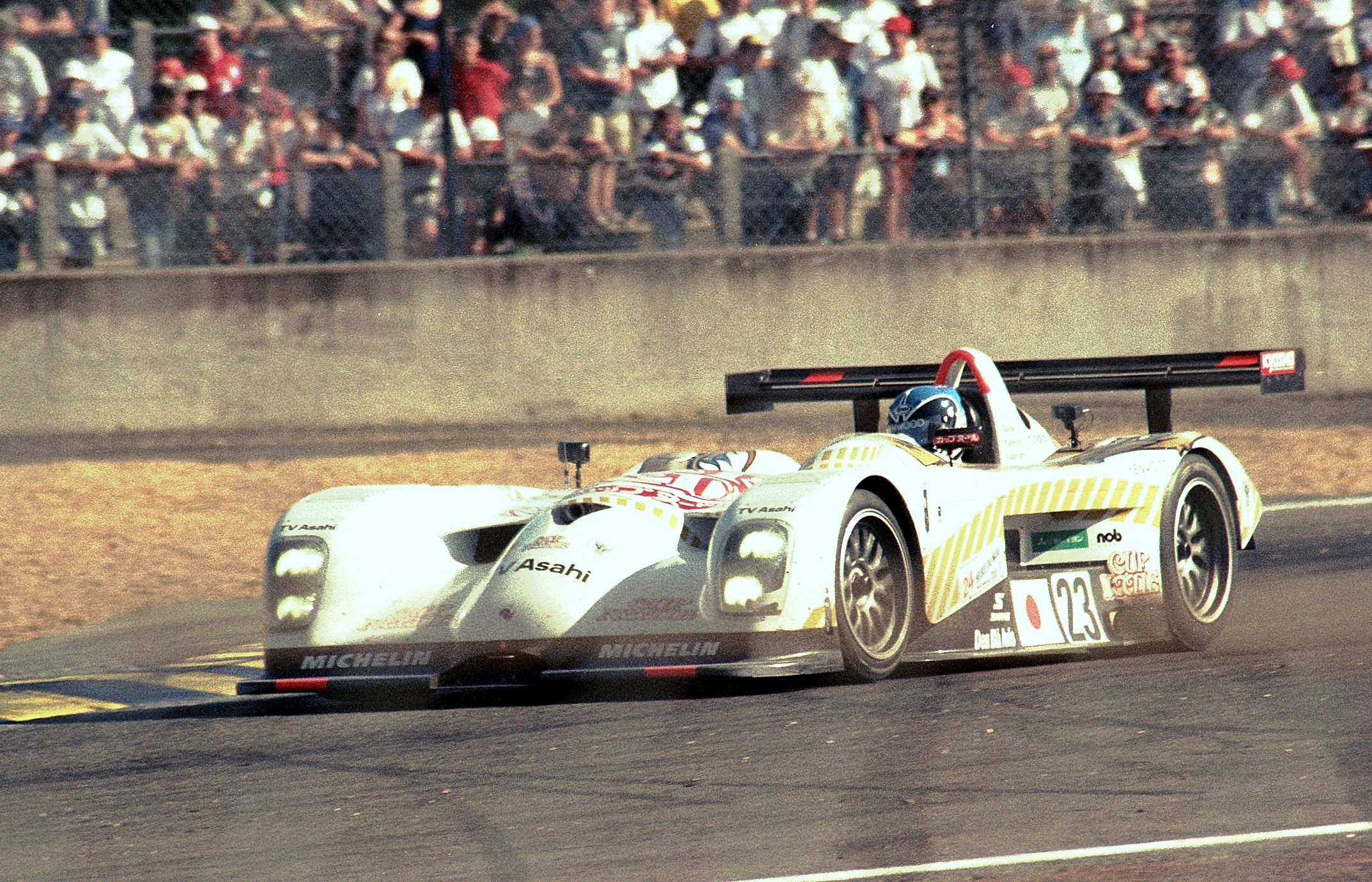
1. 23 Panoz LMP-1 Team Asahi

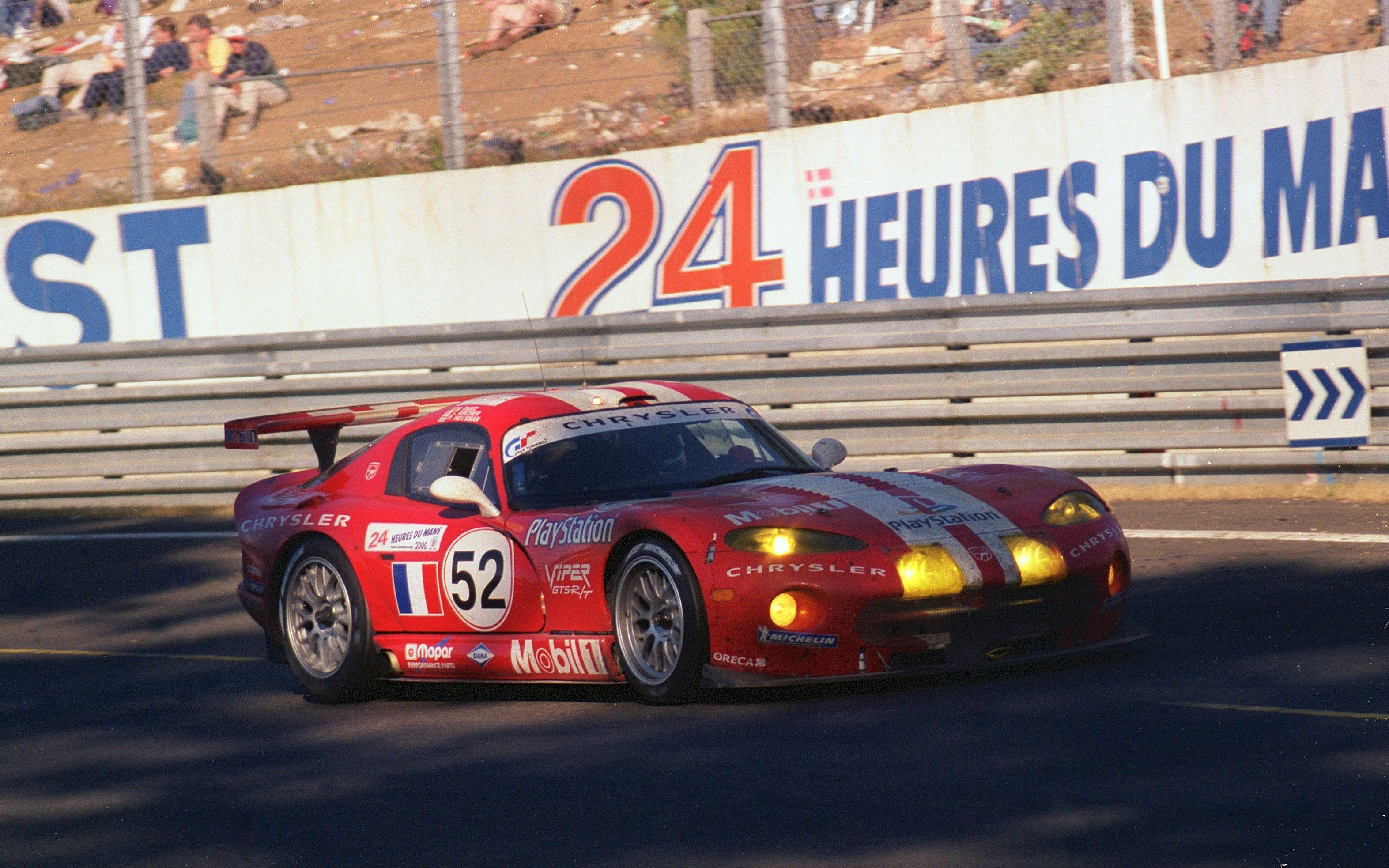
1. 52 Chrysler Viper GTS-R Oreca Team

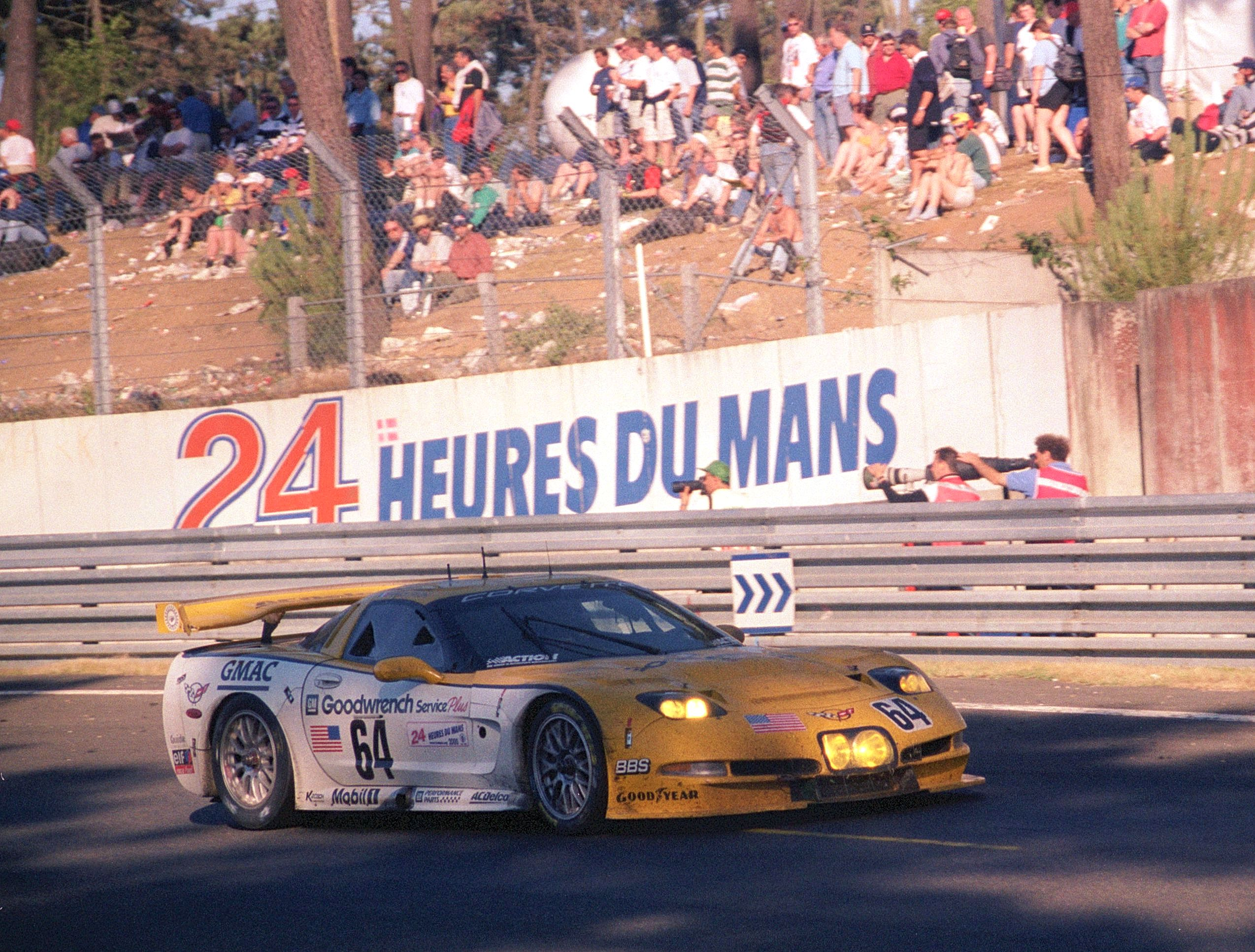
1. 64 Chevrolet Corvette C5-R

| Posição | Classe | Nº | Time                                       | Pilotos                                                     | Chassis                          | Pneus | Voltas |
| Posição | Classe | Nº | Time                                       | Pilotos                                                     | Motor                            | Pneus | Voltas |
| ------- | ------ | -- | ------------------------------------------ | ----------------------------------------------------------- | -------------------------------- | ----- | ------ |
| 1       | LMP900 | 8  | Audi Sport Team Joest                      | Frank Biela Tom Kristensen Emanuele Pirro                   | Audi R8                          | M     | 368    |
| 1       | LMP900 | 8  | Audi Sport Team Joest                      | Frank Biela Tom Kristensen Emanuele Pirro                   | Audi 3.6L Turbo V8               | M     | 368    |
| 2       | LMP900 | 9  | Audi Sport Team Joest                      | Laurent Aïello Allan McNish Stéphane Ortelli                | Audi R8                          | M     | 367    |
| 2       | LMP900 | 9  | Audi Sport Team Joest                      | Laurent Aïello Allan McNish Stéphane Ortelli                | Audi 3.6L Turbo V8               | M     | 367    |
| 3       | LMP900 | 7  | Audi Sport Team Joest                      | Christian Abt Michele Alboreto Rinaldo Capello              | Audi R8                          | M     | 365    |
| 3       | LMP900 | 7  | Audi Sport Team Joest                      | Christian Abt Michele Alboreto Rinaldo Capello              | Audi 3.6L Turbo V8               | M     | 365    |
| 4       | LMP900 | 16 | Pescarolo Sport                            | Olivier Grouillard Sébastien Bourdais Emmanuel Clerico      | Courage C52                      | M     | 344    |
| 4       | LMP900 | 16 | Pescarolo Sport                            | Olivier Grouillard Sébastien Bourdais Emmanuel Clerico      | Peugeot A32 3.2L Turbo V6        | M     | 344    |
| 5       | LMP900 | 12 | Panoz Motorsports                          | Johnny O'Connell Hiroki Katoh Pierre-Henri Raphanel         | Panoz LMP-1 Roadster-S           | M     | 342    |
| 5       | LMP900 | 12 | Panoz Motorsports                          | Johnny O'Connell Hiroki Katoh Pierre-Henri Raphanel         | Élan 6L8 6.0L V8                 | M     | 342    |
| 6       | LMP900 | 23 | TV Asahi Team Dragon                       | Toshio Suzuki Masami Kageyama Masahiko Kageyama             | Panoz LMP-1 Roadster-S           | M     | 340    |
| 6       | LMP900 | 23 | TV Asahi Team Dragon                       | Toshio Suzuki Masami Kageyama Masahiko Kageyama             | Élan 6L8 6.0L V8                 | M     | 340    |
| 7       | GTS    | 51 | Viper Team Oreca                           | Dominique Dupuy Olivier Beretta Karl Wendlinger             | Chrysler Viper GTS-R             | M     | 333    |
| 7       | GTS    | 51 | Viper Team Oreca                           | Dominique Dupuy Olivier Beretta Karl Wendlinger             | Chrysler 8.0L V10                | M     | 333    |
| 8       | LMP900 | 22 | TV Asahi Team Dragon                       | Keiichi Tsuchiya Akira Iida Masahiko Kondo                  | Panoz LMP-1 Roadster-S           | M     | 330    |
| 8       | LMP900 | 22 | TV Asahi Team Dragon                       | Keiichi Tsuchiya Akira Iida Masahiko Kondo                  | Élan 6L8 6.0L V8                 | M     | 330    |
| 9       | GTS    | 53 | Viper Team Oreca                           | David Donohue Ni Amorim Anthony Beltoise                    | Chrysler Viper GTS-R             | M     | 328    |
| 9       | GTS    | 53 | Viper Team Oreca                           | David Donohue Ni Amorim Anthony Beltoise                    | Chrysler 8.0L V10                | M     | 328    |
| 10      | GTS    | 64 | Corvette Racing                            | Franck Fréon Andy Pilgrim Kelly Collins                     | Chevrolet Corvette C5-R          | G     | 327    |
| 10      | GTS    | 64 | Corvette Racing                            | Franck Fréon Andy Pilgrim Kelly Collins                     | Chevrolet LS7R 7.0L V8           | G     | 327    |
| 11      | GTS    | 63 | Corvette Racing                            | Chris Kneifel Ron Fellows Justin Bell                       | Chevrolet Corvette C5-R          | G     | 326    |
| 11      | GTS    | 63 | Corvette Racing                            | Chris Kneifel Ron Fellows Justin Bell                       | Chevrolet LS7R 7.0L V8           | G     | 326    |
| 12      | GTS    | 52 | Viper Team Oreca                           | Tommy Archer Marc Duez Patrick Huisman                      | Chrysler Viper GTS-R             | M     | 324    |
| 12      | GTS    | 52 | Viper Team Oreca                           | Tommy Archer Marc Duez Patrick Huisman                      | Chrysler 8.0L V10                | M     | 324    |
| 13      | GTS    | 57 | Carsport Holland                           | Mike Hezemans David Hart Hans Hugenholtz                    | Chrysler Viper GTS-R             | M     | 317    |
| 13      | GTS    | 57 | Carsport Holland                           | Mike Hezemans David Hart Hans Hugenholtz                    | Chrysler 8.0L V10                | M     | 317    |
| 14      | GTS    | 60 | Konrad Motorsport                          | Charles Slater Tommy Kendall Jürgen von Gartzen             | Porsche 911 GT2                  | D     | 317    |
| 14      | GTS    | 60 | Konrad Motorsport                          | Charles Slater Tommy Kendall Jürgen von Gartzen             | Porsche 3.8L Turbo Flat-6        | D     | 317    |
| 15      | LMP900 | 11 | Panoz Motorsports                          | David Brabham Jan Magnussen Mario Andretti                  | Panoz LMP-1 Roadster-S           | M     | 315    |
| 15      | LMP900 | 11 | Panoz Motorsports                          | David Brabham Jan Magnussen Mario Andretti                  | Élan 6L8 6.0L V8                 | M     | 315    |
| 16      | GT     | 73 | Team Taisan Advan                          | Hideo Fukuyama Atsushi Yogo Bruno Lambert                   | Porsche 911 GT3-R                | Y     | 310    |
| 16      | GT     | 73 | Team Taisan Advan                          | Hideo Fukuyama Atsushi Yogo Bruno Lambert                   | Porsche 3.6L Flat-6              | Y     | 310    |
| 17      | GT     | 82 | Skea Racing International                  | Johnny Mowlem David Murry Sascha Maassen                    | Porsche 911 GT3-R                | P     | 304    |
| 17      | GT     | 82 | Skea Racing International                  | Johnny Mowlem David Murry Sascha Maassen                    | Porsche 3.6L Flat-6              | P     | 304    |
| 18      | GT     | 76 | Seikel Motorsport                          | Max Cohen-Olivar Michel Neugarten Anthony Burgess           | Porsche 911 GT3-R                | D     | 302    |
| 18      | GT     | 76 | Seikel Motorsport                          | Max Cohen-Olivar Michel Neugarten Anthony Burgess           | Porsche 3.6L Flat-6              | D     | 302    |
| 19      | LMP900 | 3  | Team DAMS                                  | Éric Bernard Emmanuel Collard Franck Montagny               | Cadillac Northstar LMP           | P     | 300    |
| 19      | LMP900 | 3  | Team DAMS                                  | Éric Bernard Emmanuel Collard Franck Montagny               | Cadillac Northstar 4.0L Turbo V8 | P     | 300    |
| 20      | LMP900 | 6  | Mopar Team Oreca                           | Didier Theys Jeffrey van Hooydonk Didier André              | Reynard 2KQ-LM                   | M     | 292    |
| 20      | LMP900 | 6  | Mopar Team Oreca                           | Didier Theys Jeffrey van Hooydonk Didier André              | Chrysler Mopar 6.0L V8           | M     | 292    |
| 21      | LMP900 | 1  | Team Cadillac                              | Franck Lagorce Butch Leitzinger Andy Wallace                | Cadillac Northstar LMP           | P     | 291    |
| 21      | LMP900 | 1  | Team Cadillac                              | Franck Lagorce Butch Leitzinger Andy Wallace                | Cadillac Northstar 4.0L Turbo V8 | P     | 291    |
| 22      | LMP900 | 2  | Team Cadillac                              | Wayne Taylor Max Angelelli Eric van de Poele                | Cadillac Northstar LMP           | P     | 287    |
| 22      | LMP900 | 2  | Team Cadillac                              | Wayne Taylor Max Angelelli Eric van de Poele                | Cadillac Northstar 4.0L Turbo V8 | P     | 287    |
| 23      | GT     | 79 | Perspective Racing                         | Thierry Perrier Jean-Louis Ricci Romano Ricci               | Porsche 911 GT3-R                | P     | 286    |
| 23      | GT     | 79 | Perspective Racing                         | Thierry Perrier Jean-Louis Ricci Romano Ricci               | Porsche 3.6L Flat-6              | P     | 286    |
| 24      | GT     | 80 | M1 Club-Renstal Excelsior                  | Philippe Verellen Rudi Penders Kurt Dujardyn                | Porsche 911 GT3-R                | P     | 285    |
| 24      | GT     | 80 | M1 Club-Renstal Excelsior                  | Philippe Verellen Rudi Penders Kurt Dujardyn                | Porsche 3.6L Flat-6              | P     | 285    |
| 25      | LMP675 | 32 | Multimatic Motorsports                     | Scott Maxwell John Graham Greg Wilkins                      | Lola B2K/40                      | P     | 274    |
| 25      | LMP675 | 32 | Multimatic Motorsports                     | Scott Maxwell John Graham Greg Wilkins                      | Nissan (AER) VQL 3.0L V6         | P     | 274    |
| 26      | LMP675 | 36 | Rachel Welter                              | Richard Balandras Yojiro Terada Sylvain Boulay              | WR LMP                           | M     | 266    |
| 26      | LMP675 | 36 | Rachel Welter                              | Richard Balandras Yojiro Terada Sylvain Boulay              | Peugeot 2.0L Turbo I4            | M     | 266    |
| 27      | GT     | 75 | Manthey Racing Gunnar Racing               | Michael Brockman Mike Lauer Gunnar Jeannette                | Porsche 911 GT3-R                | D     | 261    |
| 27      | GT     | 75 | Manthey Racing Gunnar Racing               | Michael Brockman Mike Lauer Gunnar Jeannette                | Porsche 3.6L Flat-6              | D     | 261    |
| 28 NC   | LMP900 | 10 | Team Den Blå Avis                          | John Nielsen Mauro Baldi Klaus Graf                         | Panoz LMP-1 Roadster-S           | P     | 205    |
| 28 NC   | LMP900 | 10 | Team Den Blå Avis                          | John Nielsen Mauro Baldi Klaus Graf                         | Élan 6L8 6.0L V8                 | P     | 205    |
| 29 DSQ† | GT     | 83 | Dick Barbour Racing                        | Dirk Müller Lucas Luhr Bob Wollek                           | Porsche 911 GT3-R                | M     | 319    |
| 29 DSQ† | GT     | 83 | Dick Barbour Racing                        | Dirk Müller Lucas Luhr Bob Wollek                           | Porsche 3.6L Flat-6              | M     | 319    |
| 30 DNF  | GTS    | 59 | Freisinger Motorsport                      | Wolfgang Kaufmann Yukihiro Hane Katsunori Iketani           | Porsche 911 GT2                  | D     | 313    |
| 30 DNF  | GTS    | 59 | Freisinger Motorsport                      | Wolfgang Kaufmann Yukihiro Hane Katsunori Iketani           | Porsche 3.8L Turbo Flat-6        | D     | 313    |
| 31 DNF  | GT     | 81 | Haberthur Racing                           | Gabrio Rosa Michel Ligonnet Fabio Babini                    | Porsche 911 GT3-R                | P     | 310    |
| 31 DNF  | GT     | 81 | Haberthur Racing                           | Gabrio Rosa Michel Ligonnet Fabio Babini                    | Porsche 3.6L Flat-6              | P     | 310    |
| 32 DNF  | LMP900 | 17 | SMG Compétition                            | Philippe Gache Gary Formato Didier Cottaz                   | Courage C60                      | P     | 219    |
| 32 DNF  | LMP900 | 17 | SMG Compétition                            | Philippe Gache Gary Formato Didier Cottaz                   | Judd GV4 4.0L V10                | P     | 219    |
| 33 DNF  | GTS    | 56 | Team Goh Chamberlain Engineering           | Walter Brun Toni Seiler Christian Gläsel                    | Chrysler Viper GTS-R             | M     | 210    |
| 33 DNF  | GTS    | 56 | Team Goh Chamberlain Engineering           | Walter Brun Toni Seiler Christian Gläsel                    | Chrysler 8.0L V10                | M     | 210    |
| 34 DNF  | GTS    | 54 | Paul Belmondo Racing                       | Boris Derichebourg Guy Martinolle Jean-Claude Lagniez       | Chrysler Viper GTS-R             | D     | 180    |
| 34 DNF  | GTS    | 54 | Paul Belmondo Racing                       | Boris Derichebourg Guy Martinolle Jean-Claude Lagniez       | Chrysler 8.0L V10                | D     | 180    |
| 35 DNF  | LMP900 | 15 | Thomas Bscher Promotion David Price Racing | Dr. Thomas Bscher Geoff Lees Jean-Marc Gounon               | BMW V12 LM                       | G     | 180    |
| 35 DNF  | LMP900 | 15 | Thomas Bscher Promotion David Price Racing | Dr. Thomas Bscher Geoff Lees Jean-Marc Gounon               | BMW S70 6.0L V12                 | G     | 180    |
| 36 DNF  | LMP675 | 35 | Gerard Welter                              | Xavier Pompidou Stéphane Daoudi Jean-Bernard Bouvet         | WR LMP                           | M     | 169    |
| 36 DNF  | LMP675 | 35 | Gerard Welter                              | Xavier Pompidou Stéphane Daoudi Jean-Bernard Bouvet         | Peugeot 2.0L Turbo I4            | M     | 169    |
| 37 DNF  | LMP900 | 21 | Team Rafanelli SRL                         | Domenico Schiattarella Didier de Radiguès Emanuele Naspetti | Lola B2K/10                      | M     | 154    |
| 37 DNF  | LMP900 | 21 | Team Rafanelli SRL                         | Domenico Schiattarella Didier de Radiguès Emanuele Naspetti | Judd GV4 4.0L V10                | M     | 154    |
| 38 DNF  | LMP900 | 24 | Johansson-Matthews Racing                  | Stefan Johansson Guy Smith Jim Matthews                     | Reynard 2KQ-LM                   | Y     | 133    |
| 38 DNF  | LMP900 | 24 | Johansson-Matthews Racing                  | Stefan Johansson Guy Smith Jim Matthews                     | Judd GV4 4.0L V10                | Y     | 133    |
| 39 DNF  | GT     | 72 | Repsol Racing Engineering                  | Tomas Saldaña Jesús Diez Villaroel Giovanni Lavaggi         | Porsche 911 GT3-R                | D     | 78     |
| 39 DNF  | GT     | 72 | Repsol Racing Engineering                  | Tomas Saldaña Jesús Diez Villaroel Giovanni Lavaggi         | Porsche 3.6L Flat-6              | D     | 78     |
| 40 DNF  | LMP675 | 34 | Racing Organisation Course (ROC)           | Jordi Gené Jean-Christophe Boullion Jérôme Policand         | Reynard 2KQ-LM                   | M     | 72     |
| 40 DNF  | LMP675 | 34 | Racing Organisation Course (ROC)           | Jordi Gené Jean-Christophe Boullion Jérôme Policand         | Volkswagen HPT16 2.0L Turbo I4   | M     | 72     |
| 41 DNF  | LMP675 | 33 | Racing Organisation Course (ROC)           | Ralf Kelleners David Terrien Jean-Denis Délétraz            | Reynard 2KQ-LM                   | M     | 44     |
| 41 DNF  | LMP675 | 33 | Racing Organisation Course (ROC)           | Ralf Kelleners David Terrien Jean-Denis Délétraz            | Volkswagen HPT16 2.0L Turbo I4   | M     | 44     |
| 42 DNF  | LMP900 | 20 | Konrad Motorsport Racing for Holland       | Jan Lammers Tom Coronel Peter Kox                           | Lola B2K/10                      | D     | 38     |
| 42 DNF  | LMP900 | 20 | Konrad Motorsport Racing for Holland       | Jan Lammers Tom Coronel Peter Kox                           | Ford (Roush) 6.0L V8             | D     | 38     |
| 43 DNF  | GT     | 77 | Larbre Compétition                         | Patrice Goueslard Christophe Bouchut Jean-Luc Chereau       | Porsche 911 GT3-R                | M     | 34     |
| 43 DNF  | GT     | 77 | Larbre Compétition                         | Patrice Goueslard Christophe Bouchut Jean-Luc Chereau       | Porsche 3.6L Flat-6              | M     | 34     |
| 44 DNF  | GT     | 78 | BBA Compétition                            | Jean-Luc Maury-Laribière Bernard Chauvin Angelo Zadra       | Porsche 911 GT3-R                | D     | 32     |
| 44 DNF  | GT     | 78 | BBA Compétition                            | Jean-Luc Maury-Laribière Bernard Chauvin Angelo Zadra       | Porsche 3.6L Flat-6              | D     | 32     |
| 45 DNF  | LMP675 | 30 | Didier Bonnet                              | Patrick Lemarié Jean-Francois Yvon Yann Goudy               | Debora LMP200                    | A     | 24     |
| 45 DNF  | LMP675 | 30 | Didier Bonnet                              | Patrick Lemarié Jean-Francois Yvon Yann Goudy               | BMW S50 3.0L I6                  | A     | 24     |
| 46 DNF  | GT     | 71 | Michael Colucci Racing                     | Shane Lewis Cort Wagner Bob Mazzuoccola                     | Porsche 911 GT3-R                | M     | 22     |
| 46 DNF  | GT     | 71 | Michael Colucci Racing                     | Shane Lewis Cort Wagner Bob Mazzuoccola                     | Porsche 3.6L Flat-6              | M     | 22     |
| 47 DNF  | LMP900 | 4  | Team DAMS                                  | Marc Goossens Christophe Tinseau Kristian Kolby             | Cadillac Northstar LMP           | P     | 4      |
| 47 DNF  | LMP900 | 4  | Team DAMS                                  | Marc Goossens Christophe Tinseau Kristian Kolby             | Cadillac Northstar 4.0L Turbo V8 | P     | 4      |
| 48 DNF  | LMP900 | 5  | Mopar Team Oreca                           | Yannick Dalmas Nicolas Minassian Jean-Philippe Belloc       | Reynard 2KQ-LM                   | M     | 1      |
| 48 DNF  | LMP900 | 5  | Mopar Team Oreca                           | Yannick Dalmas Nicolas Minassian Jean-Philippe Belloc       | Chrysler Mopar 6.0L V8           | M     | 1      |

## Estatisticas
- Pole Position - #2 Audi Sport Team Joest - 3:36.124
- Volta mais rápida - #2 Audi Sport Team Joest - 3:37.359
- Distancia - 5007.99 km
- Velocidade Média - 207.00 km/h
- Maior velocidade - Audi R8 - 337 km/h (durante a competição)